# Fallische fase

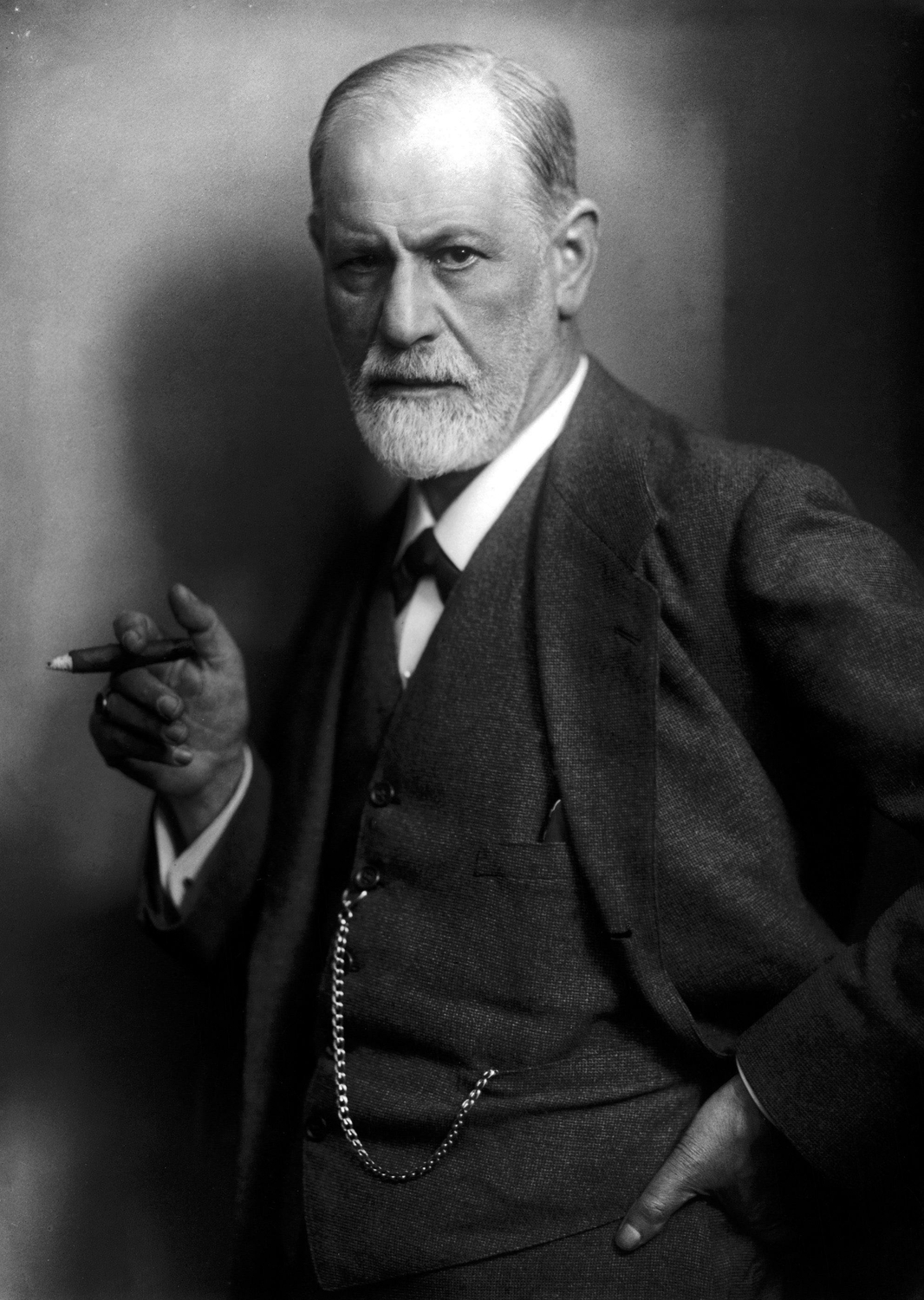
Sigmund Freud rond 1922

De fallische fase is, volgens Freud, de derde fase in de psychoseksuele ontwikkeling en duurt van ongeveer 3 tot 5 à 6 jaar.

## Beschrijving
De bron van bevrediging is in dit stadium de geslachtsdelen. Dit is niet in de zin van volwassen seksualiteit; het kind is immers fysiek onvolwassen. Stimulatie van de genitaliën wordt echter wel vaak als plezierig gezien door jongens en, net als volwassen mannen, kunnen ze erecties krijgen tijdens hun slaap. Kinderen worden zich steeds meer bewust van hun lichaam en zijn nieuwsgierig naar hun lichaam en dat van andere kinderen, en ook dat van hun ouders. Freud observeerde dat kinderen rond deze leeftijd vaak doktertje spelen met andere kinderen, en hun moeder vragen of zij een penis heeft. Deze observaties leidden ertoe dat Freud bedacht dat de bevrediging zich in deze periode op en rond de geslachtsdelen concentreert.

### Oedipus- en elektracomplex
Volgens Freud is dit ook het stadium waarin jongens zich onbewust seksueel aangetrokken voelen tot hun moeder. Dit heet ook wel het oedipuscomplex. Het oedipuscomplex staat voor het idee dat een zoon jaloers wordt op, en bang wordt voor, zijn vader. Hij kan dan zijn vaders eigenschappen overnemen en streven naar zijn gelijkenis, om zo de aandacht van de moeder op te eisen. Eenzelfde theorie kan gelden voor meisjes, die zich aangetrokken voelen tot hun vader. Zij zullen dan hun moeder als concurrente zien en hun vaders aandacht proberen te krijgen. Dit heet het elektracomplex, al gebruikte Freud de term oedipuscomplex voor beide seksen.

#### Jongens en castratieangst
Freud ging ervan uit dat veel jongens en meisjes zich in deze fase tussen hun ouders proberen te plaatsen, om zodoende een van de ouders weg te jagen bij de ander en zo alle aandacht op te eisen. Een jongen zal in deze fase meer verlangen naar zijn moeder, en jaloers worden op zijn vader en hem als concurrent zien. Hij is immers de persoon die het bed deelt met zijn moeder. Desondanks is hij ook een van de belangrijkste verzorgers. Het Es wil zich verenigen met de moeder en de vader vermoorden (net als Oedipus), maar het Ich, gebaseerd op het realiteitsprincipe, weet dat de vader sterker is. Daarnaast voelt het kind zich ook aanhankelijk tegenover de vader, een van de verzorgers, dus deze gevoelens zijn erg tegenstrijdig. De angst dat de vader bezwaar zal maken tegen de gevoelens van de zoon wordt als het Es uitgedrukt als angst dat de vader hem zal castreren. Deze castratieangst (een fobie voor het verliezen van de mannelijke geslachtsdelen) is niet rationeel en bestaat alleen op een onderbewust irrationeel niveau.

#### Meisjes en penisnijd
Freud betoogde dat jonge meisjes een soortgelijke psychoseksuele ontwikkeling doormaakten als hierboven beschreven voor jongens. Waar de jongen echter castratieangst ontwikkelt, kan het meisje zogenaamde penisnijd krijgen. Dit betekent dat het meisje beseft dat ze geen penis heeft en jaloers kan zijn op mannen, die dat wel hebben. Freud betoogde dat deze nijd ligt in het idee dat, zonder penis, het meisje zich niet kan verenigen met de moeder, zoals het Es dat eigenlijk wil. Daarom zal ze, in plaats van de moeder, seksuele vereniging willen bereiken met haar vader. Na dit stadium heeft de vrouw nog een stadium in haar psychoseksuele ontwikkeling, waarin haar clitoris volledig of gedeeltelijk zijn gevoeligheid en belang overdraagt aan de vagina. Het jonge meisje moet op een gegeven moment haar eerste keuze, de moeder, opgeven, en haar vader kiezen als nieuw object. Haar uiteindelijke verschuiving naar heteroseksuele vrouwelijkheid, die het toppunt bereikt bij een bevalling, komt voort uit haar eerdere kinderlijke verlangens. In het algemeen beschouwde Freud het oedipale conflict bij meisjes intenser dan bij jongens, wat kan leiden tot een onderdaniger en minder zelfverzekerde persoonlijkheid.

#### Onderdrukking en identificatie
Freud geloofde dat de fallische fase tegenstrijdige gevoelens van schuld over de kinderlijke seksuele verlangens en hun angst voor bestraffing van deze gevoelens met zich meebrengt, en dat er met deze gevoelens wordt omgegaan door deze te onderdrukken en, in plaats van zich aan te trekken tot de moeder bij een jongen (oedipuscomplex) of tot de vader bij een meisje (elektracomplex), het kind zich juist zal richten tot de ouder van hetzelfde geslacht. Dit staat bekend als 'identificatie met de agressor' (Engels: identification with the aggressor). De jongen zal dit onder andere doen om de castratieangst te doen verminderen, omdat hij denkt dat de gelijkenis met zijn vader hem voor zijn vader zal beschermen.
In beide gevallen wordt het conflict tussen de verlangens van het Es en het Ich opgelost door twee afweermechanismen van het Ich. Een daarvan is onderdrukking, waarbij herinneringen, impulsen en ideeën van het bewuste worden geblokkeerd, maar dit leidt niet tot een oplossing van het conflict. De tweede is identificatie, zoals hierboven beschreven. Jongens zullen zich gaan identificeren met de vader en meisjes met de moeder. Freuds theorie over vrouwelijke seksualiteit, met name penisnijd, wordt in zowel geslachtstheorie als feministische theorie scherp bekritiseerd.

## Gevolgen op latere leeftijd
Als het oedipale conflict wordt opgelost, zal het kind in het algemeen uitgroeien tot een seksueel normale volwassene. Wordt het conflict niet opgelost, dan kan het kind seksuele afwijkingen als promiscuïteit, extreme seksuele remming en seksuele verwarring ervaren. Een fixatie in dit stadium kan ertoe leiden dat volwassen vrouwen streven naar superioriteit over mannen, alsof ze een overweldigend gevoel van verwoesting hadden door het ontbreken van een penis. Aan de andere kant kan de vrouw verleidend en flirterig worden, of juist erg onderdanig met een gebrek aan zelfvertrouwen. Mannen kunnen daarentegen buitensporige ambitie en ijdelheid vertonen.
Het oedipale conflict is erg belangrijk voor de ontwikkeling van het Über-ich. Bij het identificeren met een van de ouders wordt moraliteit en socialiteit namelijk geïnternaliseerd, en is het zich houden aan regels niet langer enkel het resultaat van de angst voor bestraffing. Een slechte identificatie met de ouder van hetzelfde geslacht kan, volgens de theorie van Freud, leiden tot roekeloosheid of zelfs onzedelijkheid.